# フォース・ウェイ
フォース・ウェイ（The Fourth Way）は、エディ・マーシャル、マイク・ノック、マイケル・ホワイト、ロン・マクルーアからなるアメリカのジャズ・カルテット。1967年に結成され、1970年代初頭まで主にサンフランシスコ・ベイエリアで活動し、3枚のアルバムをリリースした。同時代のウェザー・リポートと同様に、彼らはエレクトリック・フュージョン初期のパイオニアとなり、その音楽はノックのリング・モジュレーションなど多くのエフェクターを通したフェンダー・ローズ・ピアノ、マイケル・ホワイトの電気増幅されたヴァイオリン、ロン・マクルーアのエレクトリックベースを伴うものだった。
1969年にリリースされた彼らのセカンド・アルバム『フォース・ウェイ (ジャズの新しき方向)』は、アコースティックベース、増幅されたアコースティックベース及びエレクトリックベースのロン・マクルーア、ピアノとエレクトリックピアノのマイク・ノック、アコースティックヴァイオリンと増幅されたアコースティックヴァイオリンのマイケル・ホワイト、ドラムのエディ・マーシャルによるものだった。マイケル・ホワイトが作曲した1曲を除き、すべてマイク・ノックの作曲した楽曲が選ばれて収録された。ジョン・パラディーノがプロデュースし、ジョー・ポリトとジェイ・ラネルッチがエンジニアを担当している。

## ディスコグラフィ

### スタジオ・アルバム
- The Sun And Moon Have Come Together (1968年、Harvest)
- 『フォース・ウェイ (ジャズの新しき方向)』 - The Fourth Way (1969年、Capitol)

### ライブ・アルバム
- 『狼男〜モントルーのフォース・ウェイ』 - Werwolf (1970年、Harvest) ※1970年のモントルー・ジャズ・フェスティバルにてライブ録音[5]